# Арефьев, Виктор Леонидович
Ви́ктор Леони́дович Аре́фьев (укр. Віктор Леонідович Ареф'єв; 23 января 1975) — украинский футболист, большую часть карьеры провёл в алчевской «Стали» и донецком «Олимпике». В сезоне 2001/02 вместе с Василием Сачко стал лучшим бомбардиром украинской Первой лиги.

## Биография
Свою молодёжную карьеру Арефьев начал ещё в СССР, выступая за УОР Донецк. Во взрослом футболе он дебютировал с «Силур Харцызск». В сезоне 1993/94 он провёл свои первые три матча за алчевскую «Сталь», в этом клубе прошло становление Арефьева как футболиста. Всего он провёл 269 матчей и забил 71 гол за клуб. В сезоне 1999/00 поиграл за киевский «Арсенал» и его фарм-клуб, тем временем его «Сталь» повысилась в Премьер-лигу. Команде не удалось закрепиться в элите, в высшем дивизионе Арефьев сыграл 19 матчей и забил три гола. Тем не менее, в следующем сезоне футболист забил 17 голов в 29 матчах, что сделало его лучшим бомбардиром Первой лиги. В сезоне 2004/05 он покинул клуб и провёл один год в «Нефтяник-Укрнефть». В следующем сезоне Арефьев перешёл в донецкий «Олимпик», где прошла вторая часть его карьеры — 126 матчей и 42 гола. В сезоне 2005/06 он провёл три матча на правах аренды в хмельницком «Подолье». Сезон 2007/08 был одним из самых успешных для Арьефьева в «Олимпике»: он забил 20 голов в 32 матчах, с большим отрывом став лучшим бомбардиром клуба в сезоне. Арефьев завершил карьеру в сезоне 2011/12, проведя два матча за «Макеевуголь».